# Prințul student
 Prințul student  (titlul original: în engleză The Student Prince in Heidelberg, ulterior prescurtat în The Student Prince) este o operetă în patru acte compusă de Sigmund Romberg, al cărui libret a fost scris de Dorothy Donnelly după piesa de teatru Heidelbergul de altădată de Wilhelm Meyer-Förster.

## Conținut

### Prolog
Prințul Karl Franz este moștenitorul regatului (fictiv) german Karlsberg. A crescut fără tată, în condiții milităroase destul de mohorâte ale vieții castelului (liedul „By our bearing so sedate”, ro: „Prin purtarea noastră atât de calmă”). El a fost educat de tutori, în special, de amabilul doctor Engel, care l-a învățat cântecele din timpul studenției sale, renumita Universitate din Heidelberg („Golden Days” / „Zilele de aur”).
Karl Franz a fost promis în căsătorie încă din copilărie, prințesei Margareta (Johanna în unele versiuni), dar nu a cunoscut-o niciodată. Bunicul său, regele Ferdinand, îl trimite incognito la Universitate, să trăiască ca un student obișnuit și să-și îmbunătățească abilitățile sociale. Karl Franz pornește sub privirea atentă a doctorului Engel, însoțit de valetul lui Lutz, care are propriul său asistent, Hubert.

### Actul I
La Heidelberg, Herr Ruder deține hanul „Trei mere de aur” (liedul „Garlands Bright” / Ghirlande strălucitoare). Frumoasa sa nepoată Kathie servește la mese în grădina de bere a hanului. Hanul este foarte popular în rândul studenților, care merg acolo să bea și să cânte („Drink! Drink! Drink!” / „Beți! Beți! Beți!”, „To the Inn We're Marching”). Karl Franz, pretențiosul Lutz și Hubert, sosesc pentru trimestrul de primăvară și își iau camere la „Trei mere de aur”, spre deliciul lui Engel și dezgustul lui Lutz („În Heidelberg Fair”, „Welcome to Prince”). Karl se îndrăgostește, aproape la prima vedere, de Kathie, care îi întoarce afecțiunea („Deep in My Heart, Dear”). Dar el este un moștenitor regal, iar ea este un om de rând.
Karl Franz se împrietenește cu trei studenți, Detlef, Lucas și von Asterberg, și împărtășește camaraderia vieții studențești, cu nopți de dhef și cântece de pahar entuziasmate („Overhead the Moon is Beaming”). Se alătură corpului lor studențesc (liedul „Come Sir, Will You Join Our Noble Saxon Corps?” / „Haideți domnule, vă veți alătura nobilului nostru Corp Saxon?”).

### Actul II
Pe măsură ce trimestrulul trece, Karl Franz și prietenii săi se bucură în continuare de viața de student (liedurile „Farmer Jacob Lay-a-Snoring”, „Students' Life”). Până la sfârșitul trimestrului, Karl Franz și Kathie sunt îndrăgostiți până peste urechi.
Dar Karl Franz primește o vizită surpriză de la prințesa Margaret și mama ei. Aduc vești că regele este bolnav și îi poruncește prințului moștenitor să se întoarcă acasă pentru ceremonia de logodnă cu prințesa. După ce prințesa pleacă, Karl Franz și Kathie se gândesc să fugă la Paris.
Dar doctorul Engel și contele Von Mark (primul ministru de Karlsberg) îi amintesc prințului de datoria sa față de regatul său. Karl Franz acceptă cu reticență să asculte porunca regelui. Îi promite lui Kathie că se va întoarce în curând („Farewell, Dear”). Își ia rămasbun de la prieteni („Thoughts Will Come Back to Me”), iar studenții salută Universitatea („Gaudeamus Igitur”).

### Actul III
Înapoi la Karlsberg, trec doi ani, iar Karl Franz nu este în stare să se întoarcă la Heidelberg. Bunicul său a murit, iar Karl Franz este acum rege. Viața sa este legată de ceremonia curții (liedul „Waltz Ensemble”). Prințesa Margaret a avut o relație secretă cu un alt bărbat, căpitanul Tarnitz („Just We Two”). Dar, în calitate de rege, Karl Franz trebuie să onoreze logodna cu Margaret („Gavotte”). Margaret știe că Karl Franz a tânjit mult timp după o veche dragoste și a auzit zvonuri că în Heidelberg s-a îndrăgostit de nepoata unui cârciumar.
Din Heidelberg s-a primit știrea că doctorul Engel a murit. Karl Franz este convins să viziteze Heidelberg pentru o scurtă revedere cu vechii săi prieteni și cu speranța să o revadă pe Kathie („What Memories”).

### Actul IV
Prințesa Margaret merge la Heidelberg și o vizitează în secret pe Kathie. Margaret o convinge că pentru binele regatului, trebuie să renunțe definitiv la Karl Franz. Sunt de acord ca Kathie să-i spună lui Karl Franz că este îndrăgostită de un alt bărbat și că se va căsători cu el. Astfel Karl Franz va fi liber să o accepte pe Margaret, care a ajuns să-l iubească. 
Între timp, studenții din Heidelberg își continuă drumurile vesele („Sing a Little Song”, „To the Inn We're Marching (reluare)”, „Overhead the Moon is Beaming (reluare)”, „Come Boys, Let's All Be Gay Boys").
Karl Franz ajunge la Heidelberg, își întâlnește vechii prieteni și o vizitează pe Kathie. Fidelă făgăduinței sale, ea îi spune despre noua ei dragoste fictivă și că intenționează să se căsătorească. Karl Franz hotărăște să se căsătorească cu Margaret fără alte întârzieri, dar Kathie va fi întotdeauna adevărata sa iubire („Deep in My Heart Dear (reluare)”).

## Personaje
- prințul Karl Franz – (tenor)
- Dr. Engel (tutorele prințului) –
- Kathie (nepoata lui Ruder) –
- Ruder (proprietarul hanului Three Gold Apples) –
- Lutz (valetul prințului) –
- prințsa Margaret (logodnica prințului Karl Franz) –
- Detlef (un lider al studenților) –
- Von Asterberg (un alt lider al studenților) –
- Lucas (un alt lider al studenților) – Frederic Wolff
- Captain Tarnitz –
- Gretchen (o tânără lucrătoare la tavernă) –
- Hubert (valetul lui Lutz) –
- contesa Leyden –
- Toni (un chelner) –
- contele Von Mark (prim ministru de Karlsberg) –
- Marea Ducesă Anastasia (mama prințesei Margaret) –
- Rudolph –
- Baron Arnheim –
- căpitanul gărzi –
- Nicolas –

## Premiera
Premiera a avut loc în data de 2 decembrie 1924 la „Jolson Theatre” pe Broadway din New York. Frații Shubert, în calitate de proprietari al licenței pentru SUA, înscenaseră deja piesa de mai multe ori fără succes și au cerut lui Romberg să o pună pe muzică. Romberg a trebuit să se impună cu muzica sa, deoarece producătorilor i s-a părut prea de operă patetică și jalnică. Tocmai acest lucru a declanșat succesul. Producția a fost reluată de două ori pe Broadway și a avut un total de peste o mie de spectacole. Datorită succesului trupelor de turneu în următorii 20 de ani, piesa a devenit sinonim cu opereta în zonele rurale din SUA și, datorită calității uneori inadecvate a spectacolelor, a reprezentat un exemplu de teatru ieftin.

## Intriga și muzica
La fel ca musicalul Sunetul muzicii (Sound of Music, 1959) de mai târziu, opereta Prințul student a creat o Europă de vis străvechi, ca o fantezie americană de scenă. Aceasta, istorisește povestea unui moștenitor german fictiv la tron, prințul moștenitor Karl Franz din statul Karlsberg, care a ajuns să cunoască libertatea în timp ce studia la Heidelberg. Faptul că prințul se îndrăgostește în mod neadecvat de fiica proprietarului Kathie, provoacă complicații iar această relație este sacrificată din interese de stat. 
Duetul final „Deep in My Heart” a devenit exemplul hitului de operetă americană și a făcut obiectul a numeroase poezii și șlagăre noi, până inclusiv la Britney Spears. Corul „Drink! Drink! Drink!“ („Bea! Bea! Bea!”) al studenților din Heidelberg, a devenit deosebit de popular, deoarece SUA se afla în mijlocul prohibiției în momentul premierei. 